# Rosita Moreno
Rosita Moreno, cuyo verdadero nombre era Gabriela Victoria Viñolas (Madrid,España el 18 de marzo de 1907 - Los Ángeles, California, 25 de abril de 1993) fue una actriz y bailarina española.

## Carrera profesional
Era hija del gran actor español Francisco (Paco) Moreno, quien también trabajó en Hollywood. Desde muy niña se dedicó a la actuación en espectáculos de revistas y de zarzuelas, comenzando luego una carrera cinematográfica en Hollywood. Su primera película la realizó junto a su padre en 1930, titulada Amor audaz. Después trabajó en otros filmes con Cary Grant, Richard Arlen, Clara Bow, el mexicano José Mojica y el actor brasileño Raúl Roulien, entre otros. En dos oportunidades actuó junto a Carlos Gardel: El día que me quieras y Tango Bar, ambas películas de 1935. En Argentina trabajó en dos filmes: El canillita y la dama (1939) junto a Luis Sandrini y La hora de las sorpresas (1941), con la dirección de Daniel Tinayre. El 27 de diciembre de 1931 realizó el saque de honor en el partido Athletic-Barcelona de Liga, disputado en San Mamés y que los bilbaínos ganaron 3-0. "El juego del Athletic es como la búsqueda de una emisora de radio. Vas moviendo la aguja hasta que de repente te encuentras un magnífico concierto", declaró al periódico deportivo Excelsius.

## Filmografía
Actriz
- Donde nacen los héroes   (1945) .... Toodles Castro
- La hora de las sorpresas    (1941)
- Tengo fe en ti    (1940)
- El canillita y la dama    (1939)
- The House of a Thousand Candles    (1936) .... Raquel
- De la sartén al fuego    (1935) .... Ivonne Cartier
- Te quiero con locura    (1935) .... Norma Carter
- Piernas de seda    (1935) .... Lolita Baxter y Mary Smith
- Tango Bar    (1935) .... Laura Montalván
- El día que me quieras   (1935) .... Margarita/Marga (la hija)
- The Scoundrel    (1935) .... Carlotta
- Las fronteras del amor    (1934) .... Alice Harrison
- Dos más uno dos   (1934) .... Peggy/Elena Carson
- Un capitán de Cosacos    (1934) .... Tanya Trainoff
- Atención señoras    (1934) .... Marguerite Cintos
- Yo, tú y ella    (1933) .... Fernanda
- No dejes la puerta abierta    (1933) .... Rosa
- Walls of Gold    (1933) .... Carla Monterez
- El rey de los Gitanos    (1933) .... Princesa María Luisa
- El último varon sobre la Tierra    (1933) .... Dolores Winkle
- El hombre que asesinó   (1932) .... Lady María Falkland
- El príncipe gondolero    (1931) .... Señorita Adela Grant
- Gente alegre    (1931) .... Magda Martin
- Stamboul    (1931) .... Baroness von Strick
- El Dios del mar    (1930) .... Mariana
- Her Wedding Night    (1930) .... Lulu
- Camino de Santa Fe    (1930) .... María Castinado
- Galas de la Paramount    (1930) ....  Ella Misma
- Moonlight and Romance    (1930)
- Amor audaz    (1930) .... Lucy Stavrin

Asesor técnico
- El rostro impenetrable   (1961)

## Televisión
- The Clock    (1 episodio, 1949)